# Aldir Mendes de Souza
Aldir Mendes de Souza (São Paulo, 17 de maio de 1941 — 12 de fevereiro de 2007) foi um artista plástico e cirurgião plástico brasileiro. [carece de fontes?]
No campo das artes foi autodidata, começando a expor em 1962. Na área médica teve formação na Escola Paulista de Medicina (EPM-Unifesp), em 1964. Exerceu ambos os ofícios (artes plásticas e medicina), ativamente, durante toda a vida. Participou da Bienal Internacional de São Paulo em 1967, 1969, 1971, 1973 e 1977, da Bienal Ibero-Americana do México em 1978, 1982 e 1986, da Bienal de Havana-Cuba em 1986, além de ter realizado exposições individuais e coletivas, no Brasil e no exterior, com Alfredo Volpi, Arcangelo Ianelli, Hércules Barsotti, Luis Sacilloto, Waldemar Cordeiro, entre outros. Sobre sua obra, versou o poeta concretista Haroldo de Campos. Teve, durante um curto período (1973/1974), atuação como diretor de cinema, chegando a dirigir dois longas-metragens. É considerado um dos grandes coloristas surgidos no cenário das artes plásticas do Brasil. Faleceu em 12 de fevereiro de 2007, aos 65 anos de idade, no Hospital Alemão Oswaldo Cruz, vítima de leucemia.

## Acervos
- Museu de Arte de São Paulo | MASP[13]
- Museu de Arte de São Paulo | MASP[14]
- Pinacoteca do Estado de São Paulo[15]
- Museu de Arte Moderna | MAM – SP[16]
- Museu de Arte Contemporânea da USP | MAC – USP[17]
- Museu de Arte Brasileira da Fundação Armando Álvares Penteado | MAB-FAAP
- Centro Cultural da Cidade de São Paulo[18]
- Museu de Arte Contemporânea do Paraná | MAC – PR[19]
- Fundação Nemirovsky[20]
- Rhode Island School of Design – EUA
- Coleção Santander Brasil
- Museu de Arte do Parlamento de São Paulo[21]
- Museu de Arte de Ribeirão Preto